# Тортозенду
Тортозенду (порт. Tortosendo; МФА: [tuɾ.tu.ˈzẽ.du]) — парафія в Португалії, у муніципалітеті Ковілян. Розташована в східній частині країни, на теренах історичної португальської провінції Бейра. Входить до складу округу Каштелу-Бранку. За адміністративним поділом, чинним до 1976 року, терени парафії були складовою провінції Нижня Бейра. Належить до Порталегрівсько-Каштелу-Бранківської діоцезії Католицької церкви. Патрон — Діва Марія. Площа — 17,7506 км². Населення — 5624 ос. (2011). Слабо урбанізований регіон. Густота населення — 316,83 осіб/км²
. Код — 050324.

## Населення
| Кількість мешканців | Кількість мешканців | Кількість мешканців | Кількість мешканців | Кількість мешканців | Кількість мешканців | Кількість мешканців | Кількість мешканців | Кількість мешканців | Кількість мешканців | Кількість мешканців | Кількість мешканців | Кількість мешканців | Кількість мешканців | Кількість мешканців |
| ------------------- | ------------------- | ------------------- | ------------------- | ------------------- | ------------------- | ------------------- | ------------------- | ------------------- | ------------------- | ------------------- | ------------------- | ------------------- | ------------------- | ------------------- |
| 1864                | 1878                | 1890                | 1900                | 1911                | 1920                | 1930                | 1940                | 1950                | 1960                | 1970                | 1981                | 1991                | 2001                | 2011                |
| 2 204               | 2 368               | 2 968               | 3 235               | 4 414               | 3 906               | 3 579               | 4 489               | 5 204               | 5 795               | 4 571               | 5 147               | 4 654               | 5 426               | 5 624               |